# Olenecamptus senegalensis
Olenecamptus senegalensis es una especie de escarabajo longicornio del género Olenecamptus, categorizada en la tribu Dorcaschematini, de la subfamilia Lamiinae. Fue descrita por Breuning en 1936.

## Descripción
Mide 14 mm de longitud.

## Distribución
Se distribuye por Costa de Marfil, Uganda, República Centroafricana, República Democrática del Congo y Senegal.